# برايان ثورنتون
برايان ثورنتون (بالإنجليزية: Brian Thornton)‏ (22 أبريل 1985 في الولايات المتحدة - ) هو لاعب كرة طائرة شاطئية ولاعب كرة طائرة الولايات المتحدة في مركز ممرر ‏. شارك في الألعاب الأولمبية الصيفية 2012.

## وصلات خارجية
- برايان ثورنتون على موقع عالم الكرة الطائرة (الإنجليزية)
- برايان ثورنتون على موقع أوليمبيديا (الإنجليزية)
- برايان ثورنتون على موقع اللجنة الأولمبية والبارالمبية الأمريكية (الإنجليزية)